# Kărdjali
Kărgeali (în bulgară Кърджали, în turcă Kırcaali) este un oraș în Obștina Kărgeali, Regiunea Kărgeali, Bulgaria.

## Demografie
Componența etnică a orașului Kărdjali
     Nicio identificare (13,28%)
     Bulgari (54,09%)
     Turci (30,94%)
     Romi (1,17%)
     Altele (0,49%)
La recensământul din 2011, populația orașului Kărdjali era de 43.880 locuitori. Din punct de vedere etnic, majoritatea locuitorilor (54,09%) erau bulgari, existând și minorități de turci (30,94%) și romi (1,17%). Pentru 13,28% din locuitori nu este cunoscută apartenența etnică.